# Чажемто
Чажемто́ (в переводе с южноселькупского — «лягушачье озеро») — село в Колпашевском районе Томской области, административный центр Чажемтовского сельского поселения.

## География
Село расположено на правом берегу реки Чая (левый приток Оби), в 273 км от г. Томска и в 40 км от районного центра г. Колпашево. До села можно добраться по проходящей через него автодороге Р398 (Томск — Каргала — Колпашево), регулярное автобусное сообщение — из Томска несколько рейсов в день до Колпашева, Парабели, Каргаска.

## История
Основано в 1912 году. В 1926 году состояла из 51 хозяйства, основное население — русские. Центр Чажемтовского сельсовета Колпашевского района Томского округа Сибирского края.

## Население
| 1920  | 1926  | 2002  | 2010  | 2012  | 2013  | 2014  |
| ----- | ----- | ----- | ----- | ----- | ----- | ----- |
| 218   | ↗273  | ↗1997 | ↘1966 | ↘1926 | ↘1925 | ↘1865 |
| 2015  | 2021  |       |       |       |       |       |
| ↘1843 | ↘1789 |       |       |       |       |       |

## Инфраструктура
Улицы: Береговая, Весёлая, Ветеранов, Газовиков, Гоголевская, Дзержинского, Дорожников, Дружбы, Зелёная, Кириченко, Курортная, Ленина, Лесная, Магистральная, Мелиоративная, Молодёжная, Новая, Новосёлов, Полевая, Пристанская, Радостная, Сибирская, Совхозная, Спортивная, Титова, Трактовая, Фестивальная, Школьная, Энергетиков. Переулки: Дальний, Лесной, Пристанской, Светлый, Солнечный, Таёжный, Тайный. 
Почтовый индекс — 636423. Телефонный код — 38254.
Средняя общеобразовательная школа, библиотека, дом культуры. Чажемтовское ДРСУ.
В селе расположен санаторий «Чажемто», известный термальной минеральной водой и сапропелевой грязью озера Карасёвое.
Ведётся розлив минеральной воды «Чажемто» (торговой маркой владеет ОАО «Томское пиво») и минеральной воды «Санаторий Чажемто».
Через село проходит магистральный газопровод Нижневартовск — Кузбасс, обслуживаемый компанией Томсктрансгаз, действует компрессорная станция «Чажемто».